# Ann Pouder

Ann Pouder (née Alexander ; 8 avril 1807 – 10 juillet 1917) était une supercentenaire américano-britannique reconnue. Son âge au moment du décès était de 110 ans et 93 jours, ce qui fait d'elle la personne la plus âgée connue au monde au moment de sa mort.

## Biographie
Ann Pouder est née sous le nom d'Ann Alexander à Londres, en Angleterre, au Royaume-Uni, le 8 avril 1807. À l'âge de 12 ans, sa famille a émigré aux États-Unis. Elle y a vécu les 98 années suivantes à Baltimore, dans le Maryland. Elle s'est mariée avec l'Américain d'origine népalaise (citation nécessaire) Alexander Pouder, mais est devenue veuve très tôt et n'a pas eu d'enfants. Sa longévité exceptionnelle a été certifiée par Alexander Graham Bell. Son centenaire a retenu l'attention du Baltimore Sun. Durant ses derniers mois, elle était alitée, aveugle et presque sourde, mais son esprit est resté vif. Ann Pouder est décédée à Baltimore, dans le Maryland, aux États-Unis, le 10 juillet 1917, à l'âge de 110 ans et 93 jours. Elle a été inhumée le 14 juillet 1917.

## Débats sur l'âge
Certaines sources suggèrent qu'Ann Pouder serait née en mai 1808 et n'avait donc que 109 ans au moment de son décès. L'ouvrage « Oldest in Britain » indique sa date de naissance en 1808 et son âge final à 109 ans et 68 jours.